# Los chistosos
Los chistosos es un programa de radio peruano transmitido por RPP y conducido por Hernán Vidaurre, Giovanna Castro y Manolo Rojas. Está dirigido al público con un fin de entretenimiento y paródico sobre temas políticos y de la actualidad, de la cual los conductores se basan para hacer imitaciones a ciertos personajes, y realizar entrevistas entre ellos mismos.

## Historia
Fue emitido por primera vez el 14 de febrero de 1994, con la conducción de Fernando Armas, Hernán Vidaurre y Guillermo Rossini, por Radio Programas del Perú.
En 2001, se une al elenco del programa, Giovanna Castro. 
En 2002, el grupo de humoristas participó en la etapa final del Certamen Audiovisual Internacional New York Festivals.
En enero de 2008 el grupo apareció en la conducción de Ponte al día, programa de Global Televisión.
En julio de 2008, Armas deja de ser integrante del elenco, para luego ser contratado en CPN Radio. Ante esto, fue reemplazado por Manolo Rojas, hasta la actualidad.
En algunas ocasiones, hubo conductores eventuales, como de Susan Cristán "La Puca".
En mayo de 2021, Guillermo Rossini abandona el programa y se retira de la radio. En 2024 los conductores dedicaron un programa especial a Rossini, quien participó presencialmente.

## Reconocimientos
En 2007 los integrantes Armas, Vidaurre, Rossini y Castro recibieron la medalla Manco Cápac por el Congreso de la República.
En 2008 aparecieron en el sexto lugar en la Encuesta del Poder de Semana Económica.